# Bill Konigsberg
Bill Konigsberg (nascido em 11 de novembro de 1970), é um autor americano, mais conhecido por seus romances LGBT. Ele escreveu Out of the Pocket, Openly Straight, The Porcupine of Truth, Honestly Ben, The Music of What Happens e The Bridge. Ele mora com o marido nos arredores de Phoenix, Arizona.

## Trabalhos

### Jornalismo esportivo
Antes de se tornar um escritor de ficção, Konigsberg era um escritor esportivo. Como redator e editor esportivo da Associated Press de 2005 a 2008, ele cobriu o New York Mets e sua coluna semanal de beisebol de fantasia apareceu em jornais de todo o país, do New York Daily News ao Seattle Post-Intelligencer. Em maio de 2001, enquanto trabalhava para a ESPN.com, ele apareceu na primeira página do site em um artigo intitulado "O mundo dos esportes ainda é uma luta para os gays". Esse artigo lhe rendeu um prêmio GLAAD Media no ano seguinte.
Desde então, ele falou em vários locais do país sobre como é ser uma pessoa gay no mundo dos esportes. Algumas das publicações para as quais ele escreveu incluem The New York Times, North Jersey Herald-News e The Denver Post. Seu trabalho também apareceu na Out Magazine. Em 2011, sua revelação foi nomeada o 64º momento na história do esporte gay pela Outsports. Sua história foi incluída como um capítulo no livro Jocks 2: Coming Out to Play, de Dan Woog.

### Carreira literária
Out of the Pocket, sua primeira ficção, ganhou o Prêmio Literário Lambda de 2008 na categoria Literatura Infantil e Juvenil.
Seu segundo romance, Openly Straight, foi lançado em junho de 2013. Recebeu uma crítica fortemente positiva no The New York Times, e recebeu críticas positivas do Booklist e do The Bulletin of the Center for Children's Books. O romance ganhou o Prêmio Sid Fleischman de humor e foi finalista do Prêmio Amelia Elizabeth Walden. Também foi incluído na lista de Melhor Ficção para Jovens Adultos da Young Adult Library Services Association (YALSA) de 2014; na Lista de Livros Arco-Íris da American Library Association; na Lista Tayshas da Texas Library Association (como um dos dez melhores títulos); e foi indicado ao Prêmio Georgia Peach. O romance foi traduzido para alemão, vietnamita e português.
The Porcupine of Truth, lançado em junho de 2015, ganhou o Stonewall Book Award e o PEN Center USA Literary Award. Recebeu críticas positivas da Booklist e da School Library Journal, e foi incluído na Indie Next List, na lista de Melhor Ficção para Jovens Adultos da YALSA em 2016, no Booklist Best of 2015, no Melhor Livro para Adolescentes da Biblioteca Pública de Nova York em 2015, nos Favoritos do Teenreads em 2015, na Rainbow List de 2016 e na Cooperative Children's Book Center (CCBC) Choices List de 2016.
Em março de 2016, Konigsberg lançou Honestly Ben, a sequência de Openly Straight. Recebeu três avaliações com estrelas: da Publishers Weekly, Booklist e School Library Journal. Ambos os romances da série foram lançados como audiolivros naquele mês.
O romance de amadurecimento de Konigsberg, The Music of What Happens, foi lançado em 26 de fevereiro de 2019. Foi nomeado "Melhor Ficção para Jovens Adultos" em 2020 pela YALSA. Também entrou na Lista de Livros Arco-Íris da ALA de 2020 como um dos Dez Melhores Títulos.
Em setembro de 2020, foi lançado o livro para jovens adultos The Bridge. Em dezembro de 2020, foi anunciado que os direitos do livro foram adquiridos pela Amazon e que ele seria adaptado para uma série limitada, produzida pela Amazon Studios em associação com a PKM Productions. David Mandell adaptará o livro para a televisão e será o escritor e produtor executivo, com Konigsberg também como produtor executivo, junto com Patrick Moran da PKM.